# 556 Phyllis
556 Phyllis
556 Phyllis là một tiểu hành tinh ở vành đai chính. Nó được Paul Götz phát hiện ngày 8.01.1905 ở Heidelberg và được đặt theo tên công chúa Phyllis, kết hôn với Demophoon, con trai của Theseus trong thần thoại Hy Lạp.